# Mariana Sofia Teixeira da Silva
Mariana Sofia Teixeira da Silva (1998) é uma xadrezista portuguesa. Ao nível internacional é, desde em 2024, Mestre FIDE feminina (WMF), sendo que já em 2016 era candidata a mestra (WCM). Participou nas Olimpíadas de 2016 (Azerbaijão), 2018 (Geórgia), 2022 (Índia) e 2024 (Hungria), nos Campeonatos europeus femininos de 2023 e 2024; e, em Portugal, ganhou os campeonatos nacionais de 2019, 2022 e 2023, e, em 2016, foi campeã nacional sénior na vertente semirrápidas e campeã nacional sub-18 na vertente rápidas, sendo que no campeonato nacional 2015/2016 foi 3.ª classificada nos sub-20 de semirrápidas

De 2020 a 2024, foi membro da direção da Federação Portuguesa de Xadrez;

## Títulos
Pela Federação Internacional de Xadrez (FIDE) é Mestre FIDE feminina (WMF), desde 2024, sendo já candidata a mestra em 2016 (WCM), integrando o lote restrito das que alcançaram este título WMF.
No contexto interno, Mariana Sofia Teixeira da Silva ganhou o Campeonato Português de Xadrez feminino de 2019, 2022 e 2023, sendo que, em 2019, foi também campeã nacional de rápidas. Em 2016, foi campeã nacional sénior na vertente semirrápidas e campeã nacional sub-18 na vertente rápidas, sendo que no campeonato nacional 2015/2016 foi 3.ª classificada nos sub-20 de semirrápidas, sendo uma das melhores xadrezistas de Portugal, tal como o é ao nível internacional.

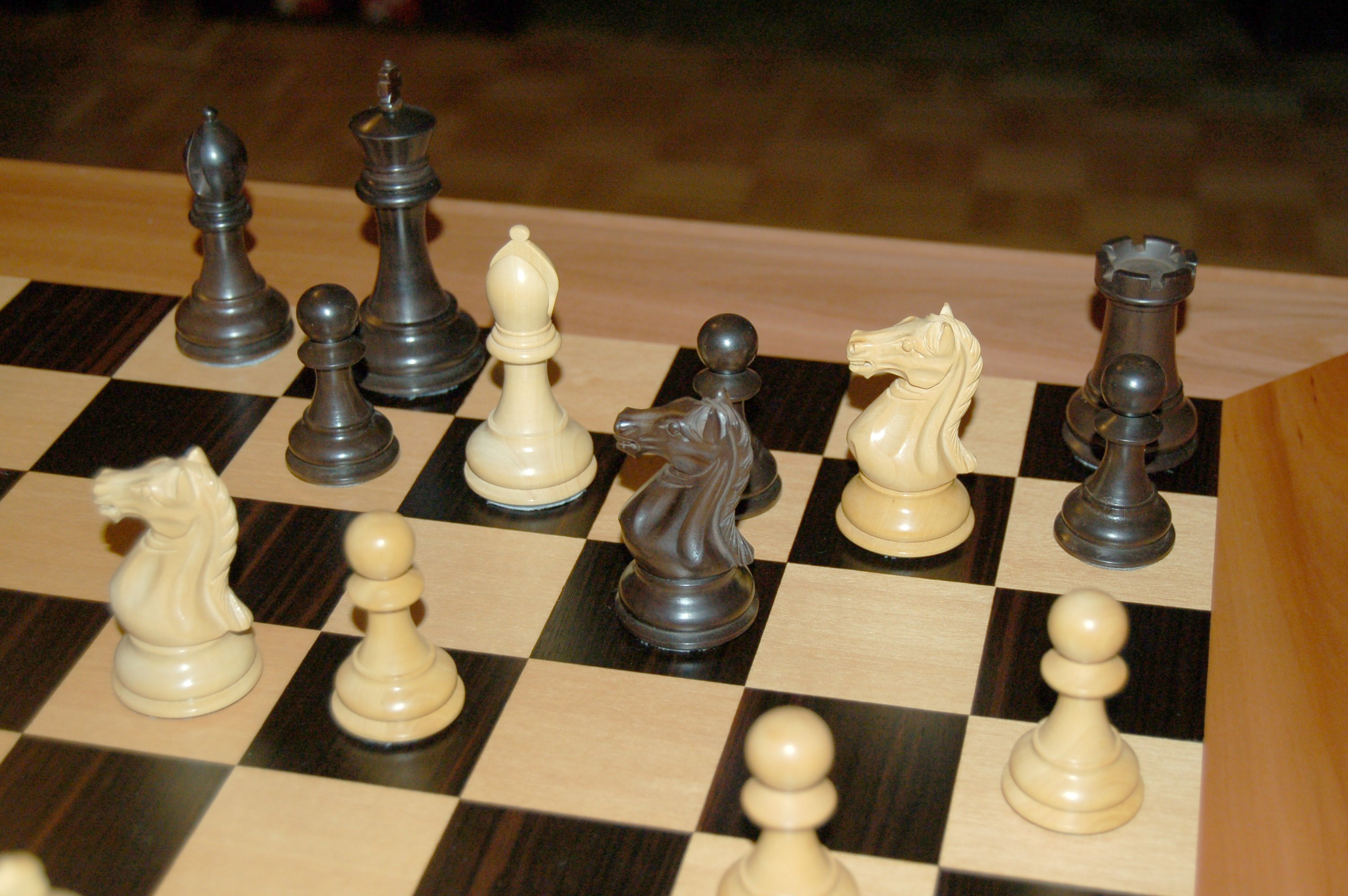
O tabuleiro do jogo em que Mariana Sofia Teixeira da Silva é mestra a movimentar peças e ganhar

## Campeonatos, torneios e olimpíadas
Participou desde jovem em eventos, torneios e campeonatos nacionais e internacionais, sendo de destacar, entre muitos outros, os seguintes:
- Norway Chess Open 2025, 26 de maio a 6 de junho, Stavanger (Noruega);[3]
- 40.º Chess Org Open, 21 de março de 2025, Bad Woerishofen (Alemanha);[2]
- 50.º Open internacional Ciudad de Sevilla , 10 a 18 de janeiro de 2025, Sevilha (Espanha);[3]
- Roquetas Chess Festival 2025 - XXXVI International Open, 2 a 7 de janeiro de 2025, Roquetas (Espanha);[2][10][3]
- Campeonato portugueses femininos 2023-2024 e 2024-2025;[3]
- Campeonatos europeus de xadrez feminino de 2023 e 2024;[3]
- Olimpíadas de xadrez feminino de 2016 (Azerbaijão), 2018 (Geórgia), 2022 (Índia) e 2024 (Hungria);[2][3][11]
- Leça Chess Open 2024, 31 de julho a 6 de agosto de 2024, Leça da Palmeira;[3]
- Maia Chess Festival 2024, 23 a 31 de agosto de 2024;[3]
- VIII Famalicão Chess Open, junho a agosto de 2021, Famalicão;[3]
- XVII Festival Internacional de Xadrez da Figueira da Foz, 2023, Figueira da Foz;[3][2]
- Setmana Catalana de l’Esport, 2023;[3]
- Bragança Open, 2021, Bragança;[3]
- I Campeonato Iberoamericano On-line, maio a julho de 2020;[12]
- Campeonatos nacionais femininos de 2019, Portimão - segundo festival de xadrez da Cidade Europeia do Desporto (1.ª classificada);[5][6]
- Campeonato nacional de jovens de partidas semirrápidas 2015/2016, 21 de novembro de 2015 - 1ª prova, Pavilhão Municipal da Maia (classificou-se em 3.º lugar na categoria Sub-20);[4]

## Estágios
- em 9 e 10 de março de 2019, no centro de estágios da DESMOR, em Rio Maior, participou no 1.º estágio do ano de 2019 da seleção nacional feminina, que, conduzido pelo mestre internacional e FIDE Trainer Sérgio Rocha, serviu para juntar um grupo de atletas em observação e promover o espírito de equipa entre as xadrezistas. Também participaram neste estágio, entre outras, Ana Inês Teixeira da Silva, Filipa Fortuna Pipiras e Rita Maria Osório Jorge;[13]

## Aberturas de jogopreferidas
Entre as suas aberturas de jogo preferidas contam-se, com as brancas: Abertura catalã: defesa fechada; Defesa siciliana; Gambito da dama recusado; Abertura catalã: defesa aberta, linha clássica; e com as negras:
Ataque índio do rei, Reti; Defesa Caro-Kann; Gambito Benkő-Volga e Siciliana, fianqueto acelerado, variante das trocas.

## Associativismo
- É associada do CXA A2D (Clube Escolar de Xadrez da Associação Académica Didáxis) (Vila Nova de Famalicão);
- Foi membro da direção da Federação Portuguesa de Xadrez no mandato de 2020 a 2024;[8]

## Vida pessoal
É irmã, mais velha, da também xadrezista Ana Inês Teixeira da Silva, Mestre FIDE feminina (WMF), desde 2022, que participou em diversos torneios, competições e nas Olimpíadas de 2016 (Azerbaijão), 2018 (Geórgia), 2022 (Índia) e 2024 (Hungria); e, ao nível nacional, ganhou o Campeonato Português de Xadrez feminino de 2015 e 2024, acumulando neste último os três títulos ao consagrar-se campeã nacional no ritmo clássico (conquistado no início de junho, em  Famalicão), campeã nacional de rápidas e campeã nacional de semirrápidas (ambos em setembro, em Viseu), sendo que, em 2019, foi vice-campeã e campeã nacional de semirrápidas. e vice-campeã sub-16 de semirrápidas 2015/2016.